# أيمن الكثيري
أيمن الكثيري (16 يونيو 1989)، هو لاعب كرة قدم تونسي يلعب لمستقبل المرسى.